# Длинноклювая сильвиетта
Длинноклювая сильвиетта (лат. Sylvietta rufescens) — вид птиц из семейства африканских славок.
Вид распространён в Южной Африке. Обитает в финбоше, саваннах и акациевых редколесьях.
Мелкая птица, длиной до 12 см, весом 16 г. Верхняя часть тела серо-коричневая, включая бледно-серые брови. Через глаза проходит тёмная полоса. Нижняя часть тела желтоватая. Клюв длинный, чуть изогнутый, чёрного цвета.
Держится парами или небольшими группами, часто в смешанных стаях. Питается насекомыми и другими мелкими членистоногими. Размножается в конце сухого сезона и в начале сезона дождей. Гнездо представляет собой большой мешок из травинок, паутины и растительных волокон, который прикрепляется к нижним ветвям акаций. В кладке 1—3 белых яйца. Инкубация длится 14 дней. Птенцы покидают гнездо через две недели после вылупления.